# Josep Delfí Guàrdia
Josep-Delfí Guardia Canela (Balaguer, 1945), es un abogado y jurista español.

## Biografía
Licenciado en Derecho con Premio Extraordinario por la Universidad de Barcelona, ejerce la abogacía desde 1966. Diputado de la Junta de Gobierno del Colegio de Abogados de Barcelona (1970-1975 y 1978-1983). Director de la Asesoría Jurídica de “Ferrocarril Metropolità de Barcelona SA” i de “Transports de Barcelona, S.A.” y miembro del Comité “Union Européenne” de la UITP. Fue miembro del consejo de Administración “la Caixa” y actualmente lo es de “Criteria Caixa” y de “Vida Caixa”.
En 1975 fue elegido miembro de número de la Academia de Jurisprudencia y Legislación de Cataluña, de la cual fue  Secretario entre 1977 y 1983, y Presidente entre el 1992 y el 2000 y entre el 2008 y el 2016. Es Académico de honor de la Real Academia de Jurisprudencia y Legislación de España y de las de Galicia, Granada, Valencia, Córdoba –República Argentina-, México, Colombia, Chile y Paraguay.
Asimismo fue profesor de derecho procesal y de derecho civil en la Universidad de Barcelona y en el Estudio General de Lérida hasta el curso 1983-1984. Tiene numerosos publicaciones en derecho privado (especialmente en derecho civil catalán) y derecho procesal.
Miembro del comité de redacción de la Revista Jurídica de Cataluña desde 1969, tuvo una destacada participación en el Segundo Congreso Jurídico Catalán de 1971. En 1980 fue elegido miembro de la Comisión Jurídica Asesora de la Generalidad de Cataluña y de su comisión permanente. Fue miembro de la Comisión de Control de la Iniciativa Legislativa Popular del Parlamento de Cataluña. Miembro de la Comisión de Codificación de Cataluña y del Observatorio de Derecho Privado.
En 1998 recibió la "Creu de Sant Jordi".
Próximo ideológicamente a Unió Democràtica de Catalunya (UDC)a, entre 2001 y 2002 fue Consejero de Justicia de la Generalidad de Cataluña.
En 2017 fue nombrado por el Copríncipe Episcopal, como uno de los cuatro Magistrados del Tribunal Constitucional de Andorra. Su período de Presidencia está previsto que sea del 2020 al 2022.
| Predecesor: Núria de Gispert i Català | Consejero de Justicia de la Generalidad de Cataluña 2001 - 2002 | Sucesor: Núria de Gispert i Català |